# Коеруська сільська рада
Ко́еруська сільська рада (ест. Koeru külanõukogu, рос. Коэруский сельский совет) — сільська рада в Естонській РСР та Естонській Республіці, адміністративно-територіальна одиниця в складі Пайдеського району (1954—1990) та повіту Ярвамаа (1990—1992).

## Географічні дані
Сільська рада розташовувалася в південно-східній частині Пайдеського району.
У 1970—1973 роках площа сільради складала 241 км2.
Населення за роками

## Населені пункти
Адміністративний центр — селище Коеру (Koeru alevik), що розташовувалося на відстані 34 км на північний схід від міста Пайде.
Сільській раді в 1954 році, після об'єднання територій Вяйньярвеської та Капуської сільрад, підпорядковувалися населені пункти:
селище Коеру (Koeru alevik);
села: Лаанеотса (Laaneotsa), Вагу (Vahu); Пугму (Puhmu), Еллавере (Ellavere), Салутаґузе (Salutaguse), Тудре (Tudre), Вуті (Vuti), Візусті (Visusti);
поселення (asundus): Сандгофі (Sandhofi), Арукюла (Aruküla), Вяйньярве (Väinjärve), Прееді (Preedi), Ервіта (Ervita); Каарлі (Kaarli), Куусна (Kuusna), Рамма (Ramma), Капу (Kapu).
1960 року до складу сільради ввійшли населені пункти внаслідок приєднання східної частини ліквідованої Ваоської сільради:
села: Абая (Abaja), Йиекюла (Jõeküla), Калітса (Kalitsa), Ліуствере (Liustvere), Мер'я (Merja), Метсанурга (Metsanurga), Нагкануйа (Nahkanuia), Паемурру (Paemurru), Пуйвере (Puivere), Роодевіку (Roodeviku), Валіла (Valila), Вао (Vao);
поселення: Койду-Еллавере (Koidu-Ellavere), Норра (Norra), Ригу (Rõhu), Тамміку (Tammiku), Удева Udeva), Вао (Vao).
Станом на 1989 рік Коеруській сільській раді підпорядковувалися селище Коеру та 15 сіл (küla):
Абая (Abaja), Вагукюла (Vahuküla), Валіла (Valila), Вао (Vao), Вяйньярве (Väinjärve), Ервіта (Ervita), Калітса (Kalitsa), Капу (Kapu), Куусна (Kuusna), Норра (Norra), Прееді (Preedi), Пугму (Puhmu), Ригу (Rõhu), Тудре (Tudre), Удева (Udeva).

## Землекористування

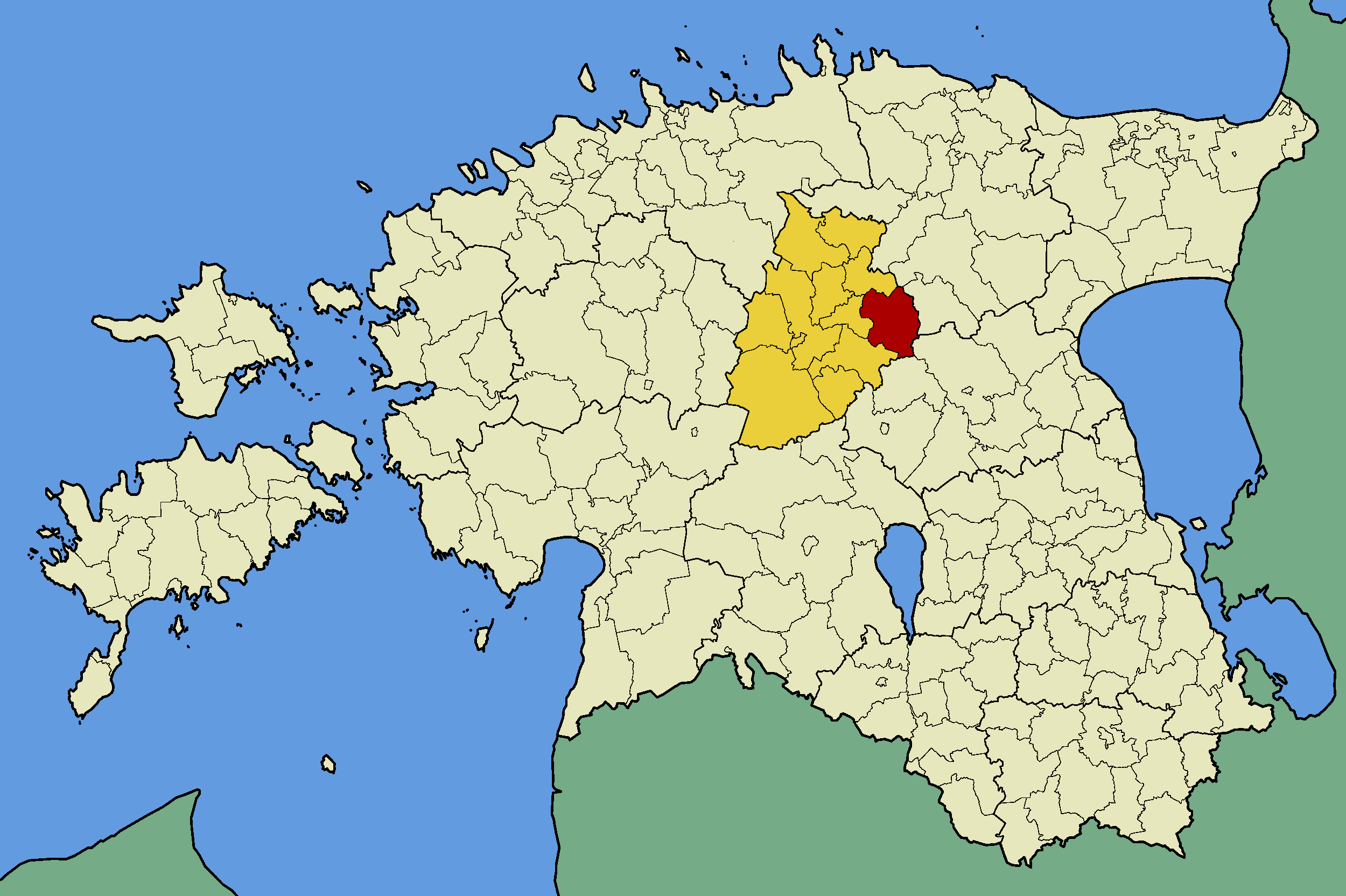
Волость Коеру після 1992 року

1954 року в межах території сільради землями користувалися колгоспи: «Маяк» («Majak»), «Сяде» («Іскра», «Säde»), «Тее Коммунісміле» («Шлях до Комунізму», «Tee Kommunismile») та імені Л. Койдула, а також радгосп «Удева» (Udeva).
1970 року на території сільради розташовувалися колгосп «Маяк» (головна садиба містилася в селищі Коеру), а також радгоспи «Коеру» (поселення Вао) та «Удева» (поселення  Ервіта).

## Історія
17 червня 1954 року в процесі укрупнення сільських рад Естонської РСР в Пайдеському районі утворена Коеруська сільська рада шляхом об'єднання територій скасованих Вяйньярвеської та Капуської сільрад. Адміністративний центр новоутвореної сільради розташовувався в селищі Коеру.
3 вересня 1960 року до сільради на заході приєднана територія колгоспу «Вао» та радгоспів «Удева» та «Війзу», що належали ліквідованій Ваоській сільській раді.
20 лютого 1992 року Коеруська сільська рада перетворена у волость Коеру з отриманням статусу самоврядування.